# Zidar
Domeniul în care activează cu precădere meseriașul zidar-pietrar-tencuitor este cel de construcții-montaj. Acesta realizează lucrările de zidărie și de tencuieli, la elementele structurale sau nestructurale ale unei construcții, cum ar fi: ziduri portante, de compartimentare, arce, cămine, coșuri de fum etc. Aceste lucrări sunt construite în majoritatea cazurilor din cărămidă de diverse tipuri, beton, B.C.A sau piatră.

## Activitatea de zidar-pietrar-tencuitor
Zidarul- pietrar-tencuitor are de efectuat următoarele activități:
- citește și interpretează planurile de execuție și cele de detaliu și efectuează calcule simple de apreciere a necesarului de material;
- măsoară și trasează amplasamentul lucrărilor de executat;
- prepară și pune în operă mortarul de legătură și cel de tencuială;
- efectuează lucrări de demolare;
- organizează și curăță propriul loc de muncă;
- planifică activitățile zilnice de efectuat;
- se ocupă de verificarea calității lucrărilor executate.